# نهائي كأس ملك إسبانيا 2010
نهائي كأس ملك إسبانيا 2010 هي المباراة النهائية لبطولة كأس ملك إسبانيا 2009-2010. أقيمت المباراة في 19 مايو 2010 في ملعب الكامب نو في مدينة برشلونة بين إشبيلية وأتليتيكو مدريد.[1] وفاز فيها نادي إشبيلية بنتيجة 2-0.